# Helophilus cyanescens
Helophilus cyanescens är en tvåvingeart som först beskrevs av Macquart 1834.  Helophilus cyanescens ingår i släktet kärrblomflugor, och familjen blomflugor. Inga underarter finns listade i Catalogue of Life.